# Complejo de lanzamiento Yoshinobu
El complejo de lanzamiento Yoshinobu, también conocido como Área de lanzamiento Y, Área Y o LA-Y, es un complejo de lanzamientos del Centro espacial de Tanegashima, usado por los cohetes de transporte H-II y H-IIA. El complejo también se usa para el despegue de los H-IIB, cuyo lanzamiento inaugural fue el 10 de septiembre de 2009.  Este vuelo portaba la nave espacial HTV-1 que transportó suministros y otros víveres a la Estación Espacial Internacional.